# Liste der Wappen im Landkreis Elbe-Elster
Diese Liste zeigt die Wappen der Ämter, Städte und Gemeinden sowie Wappen von ehemals selbstständigen Gemeinden und aufgelösten Landkreisen im Landkreis Elbe-Elster in Brandenburg. Den Ortsnamen ist – soweit bekannt – in Klammern die jeweilige Bezeichnung in niedersorbischer Sprache nachgestellt.

## Landkreis Elbe-Elster und Vorgängerkreise
| Landkreis            | Wappen                             | Kommentare |
| -------------------- | ---------------------------------- | --- |
| Elbe-Elster          | Wappen des Landkreises Elbe-Elster | Genehmigt am 24. April 1995 durch den Innenminister des Landes Brandenburg. „Im gevierteilten Schild oben vorn neunmal von Gold und Schwarz geteilt; hinten in Silber ein goldbewehrter rückschauender roter Stier; unten vorn in Gold ein rotbewehrter und rotgezungter, aufgerichteter schwarzer Löwe, hinten neunmal von Rot und Silber geteilt.“ |
| Liebenwerda          | Wappen des Landkreises Liebenwerda | Genehmigt ???? durch den Oberpräsidenten der Provinz Sachsen: In Silber ein schwarzer Wellenbalken, dem ein goldener Wappenschild mit einem aufgerichteten rot bewehrten und gezungten schwarzen Löwen aufgelegt ist, begleitet oben von vier und unten von drei roten gezinnten Türmen. |
| Herzberg 1950–1990   | Wappen des Kreises Herzberg        | Genehmigt ???? durch den Oberpräsidenten der Provinz Sachsen für den damaligen Landkreis Schweinitz, fortgeführt durch den Kreis Herzberg: Geteilt: oben in Schwarz zwei goldene Balken, belegt mit einem schrägrechten grünem Rautenkranz, unten in Silber drei rote Seeblätter. Der 1950 neugebildete Kreis Herzberg übernahm zunächst das Wappen des Landkreises Schweinitz, bevor er ein neues Wappen annahm.                                                    |
| Herzberg 1991–1993   | Wappen des Kreises Herzberg        | Genehmigt ????: In Silber eine nach rechts blickender, mit goldenen Kleestengeln auf den Flügeln gezierten und goldbewehrter roter Adler, auf den Flügeln belegt mit zwei schräg gestellten Schilden: vorn in Schwarz vier goldene Balken, belegt mit einem schrägrechten grünen Rautenkranz, hinten in Silber drei rote Seeblätter. Der 1950 neugebildete Kreis Herzberg übernahm zunächst das Wappen des Landkreises Schweinitz, bevor er ein neues Wappen annahm. |
| Schweinitz 1816–1950 | Wappen des Kreises Schweinitz      | Genehmigt ???? durch den Oberpräsidenten der Provinz Sachsen für den damaligen Landkreis Schweinitz, fortgeführt durch den Kreis Herzberg: Geteilt: oben in Schwarz zwei goldene Balken, belegt mit einem schrägrechten grünem Rautenkranz, unten in Silber drei rote Seeblätter. Der 1950 neugebildete Kreis Herzberg übernahm zunächst das Wappen des Landkreises Schweinitz, bevor er ein neues Wappen annahm.                                                    |

## Ämter
Folgende Ämter führen kein eigenes Wappen und keine eigene Flagge. Sie führen ein Dienstsiegel mit dem Wappen des Landes Brandenburg als Siegelbild:
| - Amt Schlieben | - Amt Schradenland |

| Amt (amt)     | Wappen                         | Kommentare |
| ------------- | ------------------------------ | --- |
| Elsterland    | Wappen des Amtes Elsterland    | Genehmigt am 18. August 1993 durch den Innenminister des Landes Brandenburg: „In Silber über schwarzem Schildfuß ein blaues Wellenband; darüber ein grünes in ein Lindenblatt ausgezogenes Schildhaupt.“ |
| Kleine Elster | Wappen des Amtes Kleine Elster | Genehmigt am 4. April 1995 durch den Innenminister des Landes Brandenburg: „In Silber über blauem Schildfuß ein grüner Nadelbaum, belegt mit einer sitzenden, linkshin schauenden schwarzen Elster mit silbernem Bauch und Rückenfleck.“                                                                                               |
| Plessa        | Wappen des Amtes Plessa        | Genehmigt am 7. November 1994 durch den Innenminister des Landes Brandenburg: „Gevierteilt von Silber (1 u. 4) und Rot (2 u. 3); oben vorn ein irdener schwarzer Henkelkrug mit Tülle, hinten ein silbernes Mühlrad; unten vorn zwei aufrechte leicht gewinkelte silberne Ähren, hinten schräggekreuzt schwarzer Hammer und Schlägel.“ |

## Städte und Gemeinden
Folgende Gemeinden führen weder ein eigenes Wappen noch eine eigene Flagge. Sofern sie ein Dienstsiegel führen, zeigt dieses das Wappen des Landes Brandenburg:
| - Crinitz - Fichtwald - Gorden-Staupitz - Hohenbucko | - Kremitzaue - Lebusa - Lichterfeld-Schacksdorf - Massen-Niederlausitz | - Merzdorf - Sallgast - Schraden |

| Stadt oder Gemeinde                          | Wappen                              | Kommentare |
| -------------------------------------------- | ----------------------------------- | --- |
| Stadt Bad Liebenwerda (Rukow)                | Wappen der Stadt Bad Liebenwerda    | Genehmigt am 14. September 1993 durch den Innenminister des Landes Brandenburg: „In Silber ein fenster- und torloser, bezinnter, spitzbedachter und beknaufter blauer Rundturm, belegt mit einem silbernen Schild, darin drei (2:1) rote Herzen.“ |
| Stadt Doberlug-Kirchhain (Dobrjoług-Góstkow) | Wappen der Stadt Doberlug-Kirchhain | Genehmigt am 2. Februar 1994 durch den Innenminister des Landes Brandenburg: „In Blau unter zwei silbernen Wolken, aus denen vier goldene Strahlen hervorbrechen, schwebend ein goldenes gequadertes Gebäude mit einem Tor und zwei Fenstern in Schwarz versehen; über dem roten Dach erheben sich drei goldene, schwarzbefensterte, rotbedachte und mit goldenen Fähnchen besteckte Türme, die äußeren mit spitzem Helm, der mittlere breitere und höhere mit rundem Helm; das Gebäude wird mit einem nicht geschlossenen grünen Blätterkranz eingefasst.“ |
| Stadt Elsterwerda (Wikow)                    | Wappen der Stadt Elsterwerda        | Genehmigt am 11. August 1994 durch den Innenminister des Landes Brandenburg: „In Rot auf grünem Hügel eine linkshin schreitende natürliche Elster über der drei silberne umgürtete Lilien (2 : 1) schweben.“ |
| Stadt Falkenberg/Elster                      | Wappen                              | Genehmigt am 28. Februar 1994 durch den Innenminister des Landes Brandenburg: „In Grün über rotem Rad mit goldenen Flügeln ein silberner Hochspannungsmast beseitet von goldenen Ähren.“ |
| Stadt Finsterwalde (Grabin)                  | Wappen der Stadt Finsterwalde       | Genehmigt am 6. Januar 1994 durch den Innenminister des Landes Brandenburg: „In Silber eine durchgehende rote Zinnenmauer, darauf ein gequaderter roter Rundturm mit einer beknauften blauen Kuppel und zwei übereinander stehenden schwarzen Fenstern. Das offene schwarze Tor ist mit einem hochgezogenen silbernen Fallgitter versehen. Auf grünem Boden wächst vor der Mauer zu beiden Seiten des Turmes und des Tors je ein grüner beblätterter Baum empor.“                                                                                           |
| Gemeinde Großthiemig                         | Wappen der Gemeinde Großthiemig     | Genehmigt am 6. Januar 1995 durch den Innenminister des Landes Brandenburg: „Geteilt von Grün über Blau durch eine gewölbte Steinbrücke mit Geländer, oben ein belaubter silberner Lindenzweig mit zwei Fruchtständen.“ |
| Gemeinde Gröden                              | Wappen der Gemeinde Gröden          | Genehmigt am 26. August 2002 durch den Innenminister des Landes Brandenburg: „In Silber ein schrägrechter blauer Wellenbalken, begleitet oben von einem roten Jagdhorn und unten von einem grünen Dreiberg, darauf eine silberne Meßlatte mit rot-silbern geteiltem Sockel und zwei grüne Tanne mit schwarzem Stamm.“ |
| Gemeinde Heideland                           | Wappen der Gemeinde Heideland       | Genehmigt ????: „In Blau drei um den Schildmittelpunkt schwimmende silberne Fische.“ |
| Stadt Herzberg (Elster)                      | Wappen der Stadt Herzberg           | Genehmigt am 19. Januar 1993 durch den Innenminister des Landes Brandenburg: „In Silber auf grünem Dreiberg ein schreitender roter Hirsch (mit 12 Enden).“ |
| Gemeinde Hirschfeld                          | Wappen der Gemeinde Hirschfeld      | Genehmigt am 11. März 2003 durch den Innenminister des Landes Brandenburg: „Geteilt; oben in Silber ein wachsender gold-bewehrter schwarzer Hirsch, unten von Grün und Silber geschacht.“ |
| Gemeinde Hohenleipisch                       | Wappen der Gemeinde Hohenleipisch   | Genehmigt am 14. März 2002 durch den Innenminister des Landes Brandenburg: „Gespalten von Gold und Grün; vorne ein halber Kirschbaum mit Früchten am Spalt, beseitet von einer linksgewendeten Kanne, hinten ein halber Apfelbaum mit Früchten am Spalt, beseitet von einem Weidenkorb; sämtlich in wechselnden Farben.“ |
| Stadt Mühlberg/Elbe                          | Wappen der Stadt Mühlberg           | Genehmigt am 15. Juli 2002 durch den Innenminister des Landes Brandenburg: „In Schwarz ein rot-bewehrter und -gezungter, doppelt-geschwänzter goldener Löwe.“ |
| Gemeinde Plessa                              | Wappen der Gemeinde Plessa          | Genehmigt am 20. August 1997 durch den Innenminister des Landes Brandenburg: „In Silber zwei von einander abgewandte, schränglinksgestellte, sich an den Enden kreuzende grüne Lindenzweige; begleitet oben von einem schwarzen Wasserrad, unten von einem schräggekreuzten Schlägel und Eisen.“ |
| Gemeinde Röderland                           | Wappen der Gemeinde Röderland       | Genehmigt am 2. Dezember 2003 durch den Innenminister des Landes Brandenburg: „In Rot ein silbern-blau gewellter Schrägbalken, begleitet oben von vier unten von drei goldenen Lilien.“ |
| Gemeinde Rückersdorf                         | Wappen der Gemeinde Rückersdorf     | Genehmigt am 1. Juni 1994 durch den Innenminister des Landes Brandenburg: „In Silber über erniedrigter blauer Spitze mit einem schreitenden silbernen Schaf, das mit dem rechten Vorderfuß über die Schulter ein rot-silbernes Banner trägt, eine grüne beblättere Linde.“ |
| Gemeinde Schilda                             | Wappen der Gemeinde Schilda         | Genehmigt am 1. Juni 1994 durch den Innenminister des Landes Brandenburg: „In Grün ein gehendes silbernes Pferd.“ |
| Stadt Schlieben                              | Wappen der Stadt Schlieben          | Genehmigt am ????: „Das Wappen der Stadt Schlieben zeigt einen auf schwarzem Untergrund hersehenden, silbernen Stierkopf mit goldenem Nasenring, beiderseits von einem Stern begleitet.“ |
| Gemeinde Schönborn                           | Wappen der Gemeinde Schönborn       | Genehmigt am 1. Juni 1994 durch den Innenminister des Landes Brandenburg: „In Blau ein gemauerter silberner Brunnen mit Fontäne, über dem aus dem oberen Schildrand eine goldene Sonne hervorbricht.“ |
| Stadt Schönewalde                            | Wappen der Stadt Schönewalde        | Genehmigt am 25. Juni 2002 durch den Innenminister des Landes Brandenburg: „Zwischen zwei S-förmigen, gegengewendeten goldenen Flanken in Silber auf grünem Boden eine grüne Linde.“ |
| Stadt Sonnewalde                             | Wappen                              | Genehmigt am 11. Februar 2004 durch den Innenminister des Landes Brandenburg: „In Blau eine goldene Sonne mit Gesicht und elf Strahlen.“ |
| Gemeinde Tröbitz                             | Wappen der Gemeinde Tröbitz         | Genehmigt am ????: „.“ |
| Stadt Uebigau-Wahrenbrück                    | Wappen Stadt Uebigau-Wahrenbrück    | Genehmigt am 3. September 2003 durch den Innenminister des Landes Brandenburg: „Geviert; Feld 1: in Grün hinter einer silbernen Zinnenmauer ein gezinnter silberner Turm mit zwei schwarzen Fenstern und einem beknauften roten Spitzdach; Feld 2: in Silber neun (3:3:3) schrägrechte grüne Blätter; Feld 3: in Silber zehn (3:3:3:1) schrägrechte grüne Blätter; Feld 4: in Rot auf einer dreibogigen silbernen Steinbrücke ein silberner Turm mit einem bewimpelten Spitzdach, schwarzen Tor und zwei schwarzen Fenstern.“                               |

### Ehemalige Städte und Gemeinden
| Stadt oder Gemeinde                            | Wappen                                     | Kommentare |
| Doberlug (Dobrjoług), Stadt Doberlug-Kirchhain | Wappen der ehemaligen Stadt Doberlug       | Genehmigt ????: „.“< Zum 1. Juli 1950 wurden die bisherigen Städte Doberlug und Kirchhain zur neugebildeten Stadt Doberlug-Kirchhain zusammengeschlossen. |
| Gruhno (Grunow), Gemeinde Schönborn            | Wappen der ehemaligen Gemeinde Gruhno      | Genehmigt im Juni 1994 durch den Innenminister von Brandenburg der damaligen Gemeinde Gruhno: „Schräg geteilt von Blau über Silber; oben ein silberner Pferdekopf, unten ein grüner Lindenzweig mit drei Blättern.“ Zum 27. September 1998 schlossen sich die bisherigen Gemeinden Gruhno, Lindena, Schadewitz und Schönborn zur neugebildeten Gemeinde Schönborn zusammen.                                |
| Kirchhain, Stadt Doberlug-Kirchhain            | Wappen der ehemaligen Stadt Kirchhain      | Genehmigt ????: Zum 1. Juli 1950 wurden die bisherigen Städte Doberlug und Kirchhain zur neugebildeten Stadt Doberlug-Kirchhain zusammengeschlossen. |
| Lindena, Gemeinde Schönborn                    | Wappen der ehemaligen Gemeinde Lindena     | Genehmigt ????: „Schräg links geteilt von Silber über Blau; vorn oben zwei einander zugewandte grüne Lindenblätter, hinten unten ein silberner rotbewehrter Storch mit erhobenem linkem Bein.“ Zum 27. September 1998 schlossen sich die bisherigen Gemeinden Gruhno, Lindena, Schadewitz und Schönborn zur neugebildeten Gemeinde Schönborn zusammen.                                                     |
| Oppelhain (Wopaleń), Gemeinde Rückersdorf      | Wappen der ehemaligen Gemeinde Oppelhain   | Genehmigt ????: „Schräg geteilt von Silber über Rot, oben ein roter goldbewehrter Hahn, unten ein goldenes Kirchengebäude.“ Zum 31. Dezember 2001 schlossen sich die bisherigen Gemeinden Gemeinden Oppelhain und Rückersdorf zur neugebildeten Gemeinde Rückersdorf zusammen. |
| Reichenhain, Gemeinde Röderland                | Wappen der ehemaligen Gemeinde Reichenhain | Genehmigt ????: Zum 26. Oktober 2003 schlossen sich die bisherigen Gemeinden Haida, Prösen, Reichenhain, Saathain, Stolzenhain und Wainsdorf zur neugebildeten Gemeinde Röderland zusammen. |
| Theisa, Stadt Bad Liebenwerda                  | Wappen der ehemaligen Gemeinde Theisa      | Genehmigt ????: Zum 6. Dezember 1993 wurde Theisa in die Stadt Bad Liebenwerda eingemeindet. |
| Uebigau, Stadt Uebigau-Wahrenbrück             | Wappen der ehemaligen Stadt Uebigau        | Das Wappen geht auf ein altes Stadtsiegel zurück: „In Grün hinter einer silbernen Zinnenmauer ein gezinnter silberner Turm mit zwei schwarzen Fenstern und einem beknauften roten Spitzdach.“ Zum 31. Dezember 2001 wurden die Stadt Uebigau und drei weitere Gemeinden in die Stadt Wahrenbrück eingemeindet. Zum 1. Januar 2002 folgte die Umbenennung in Uebigau-Wahrenbrück.                           |
| Wahrenbrück, Stadt Uebigau-Wahrenbrück         | Wappen der ehemaligen Stadt Wahrenbrück    | Das Wappen geht zurück auf ein Stadtsiegel von 1657. Schon das älteste Stadtsiegel zeigt im Siegelbild eine Brücke: „In Rot eine gewölbte dreibogige silberne Brücke, besetzt mit einem spitzbedachten silbernen Turm.“ Zum 31. Dezember 2001 wurden die Stadt Uebigau und drei weitere Gemeinden in die Stadt Wahrenbrück eingemeindet. Zum 1. Januar 2002 folgte die Umbenennung in Uebigau-Wahrenbrück. |

## Historische Wappen

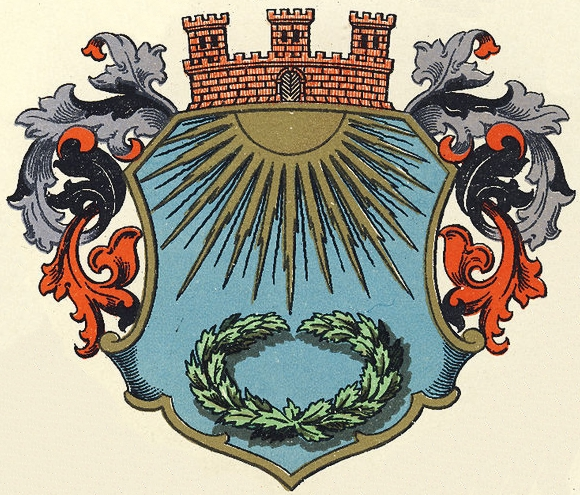
Dobrilugk um 1900
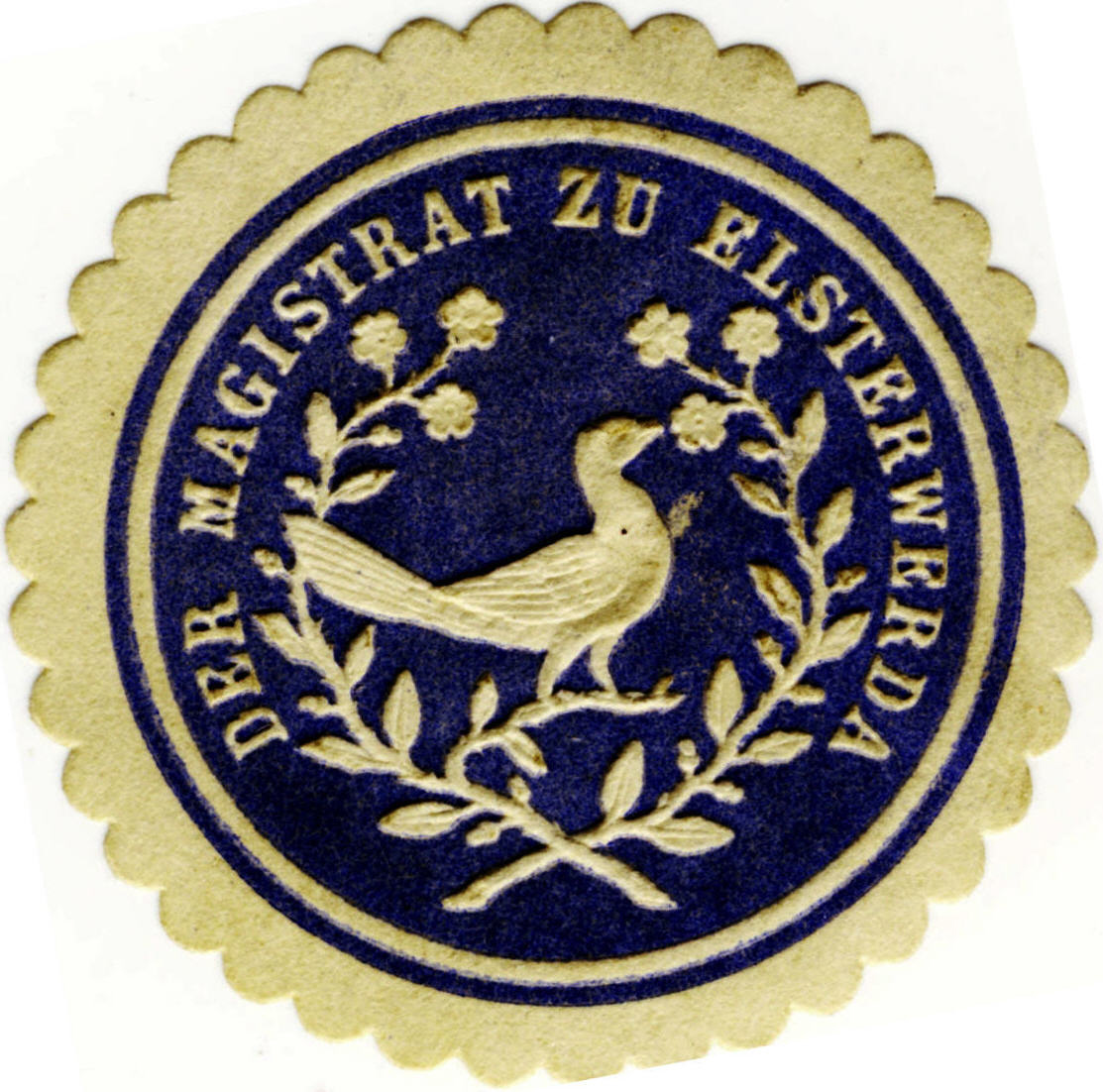
Siegelmarke der Stadt Elsterwerda mit dem ehemaligen Wappen um 1890
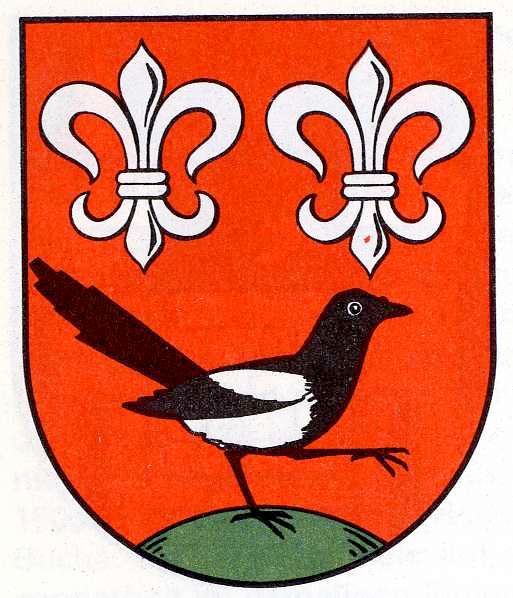
Stadt Elsterwerda gültig bis 1994
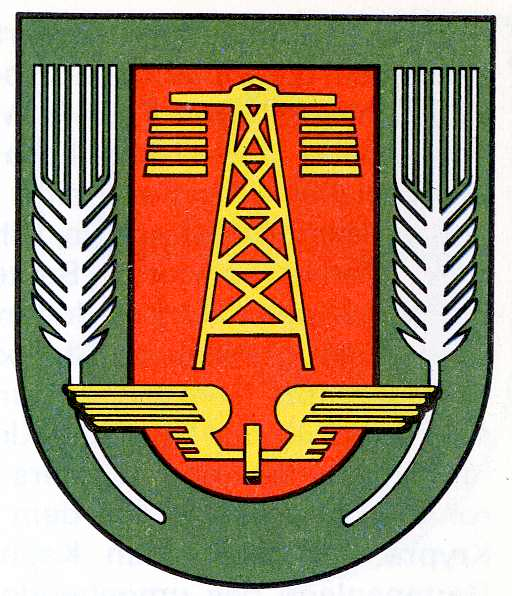
Stadt Falkenberg/Elster gültig bis 1994
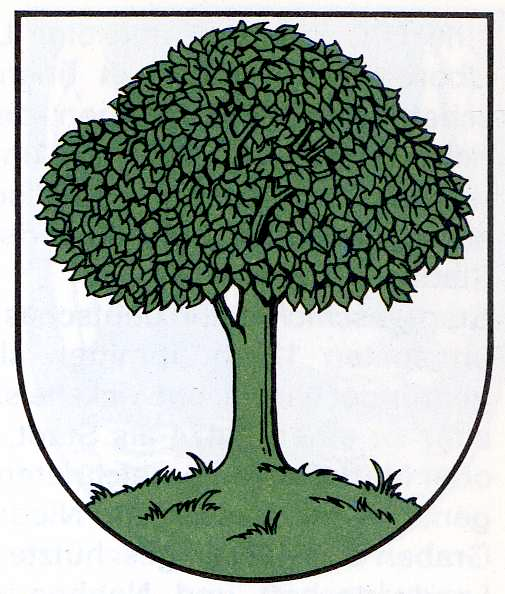
Stadt Schönewalde gültig bis 2002
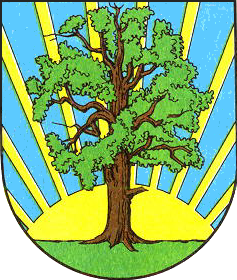
Stadt Sonnewalde gültig bis 2004